# 5 × Deutschland
5 × Deutschland ist ein Kurzfilm von Thierry Bruehl aus Deutschland aus dem Jahre 2007.
In Form von fünf Videoclips werden Jugendliche aus sogenannten sozialen Brennpunkten gezeigt. Dabei beantworten die Jugendlichen aus Aachen, Bremen, Dortmund, Magdeburg und München Fragen nach der Herkunft, ihren Zielen und Perspektiven.
Der auf diversen Festivals gezeigte Film erregte einige Aufmerksamkeit und erzielte somit über 60.000 Zuschauer.